# Айронс, Джек
Джек Стивен Айронс (англ. Jack Steven Irons; 18 июля 1962, Лос-Анджелес, Калифорния) — американский музыкант, получивший наибольшую известность в качестве барабанщика рок-групп Red Hot Chili Peppers, Eleven, Pearl Jam. Айронс также работал с другими группами и музыкантами, в числе которых солист группы The Clash Джо Страммер. В 2004 году музыкант выпустил первый сольный альбом, Attention Dimension. 24 августа 2010 года дискография барабанщика пополнилась лонгплеем No Heads Are Better Than One.

## Биография

### Ранние годы
Джек Айронс родился и вырос в городе Лос-Анджелес (штат Калифорния), в еврейской семье. В детстве будущий музыкант использовал в качестве барабанных палочек столовые приборы, подыгрывая транслируемой по радио музыке. Айронс просил родителей купить барабанную установку и оплатить уроки игры на инструменте. Посещал среднюю школу «Бэнкрофт» в Голливуде, где познакомился с Майклом Бэльзари и Хиллелом Словаком. Вместе с ними перешёл в высшую школу «Фэйрфекс». Там же обучались Энтони Кидис и Ален Йоанн — в скором будущем все они станут участниками Red Hot Chili Peppers. Айронс играл на ударных в оркестре и школьной группе. И он и Словак были фанатами группы Kiss, в честь которой сформировали трибьют-проект. Среди влияний на свой музыкальный вкус Айронс отметил таких исполнителей, как Джек Деджонетт, Стюарт Коупленд и Кит Мун.

### «What Is This?» и «Red Hot Chili Peppers»
Айронс был одним из основателей и первым ударником коллектива Red Hot Chili Peppers. В 1976 году, будучи подростками, Айронс, Йоанн, Словак и их одноклассник Тодд Стрэссмэн создали группу Chain Reaction. Вскоре после первого выступления юные музыканты сменили название на Anthym. Словак не был удовлетворён игрой Стрэссмэна на бас-гитаре, и со временем продемонстрировал азы игры на этом инструменте Бэльзари. Фли, ранее игравший на трубе и увлечённый джазом, быстро превзошёл Стрэссмэна в мастерстве и занял место бас-гитариста.